# Na Cabot

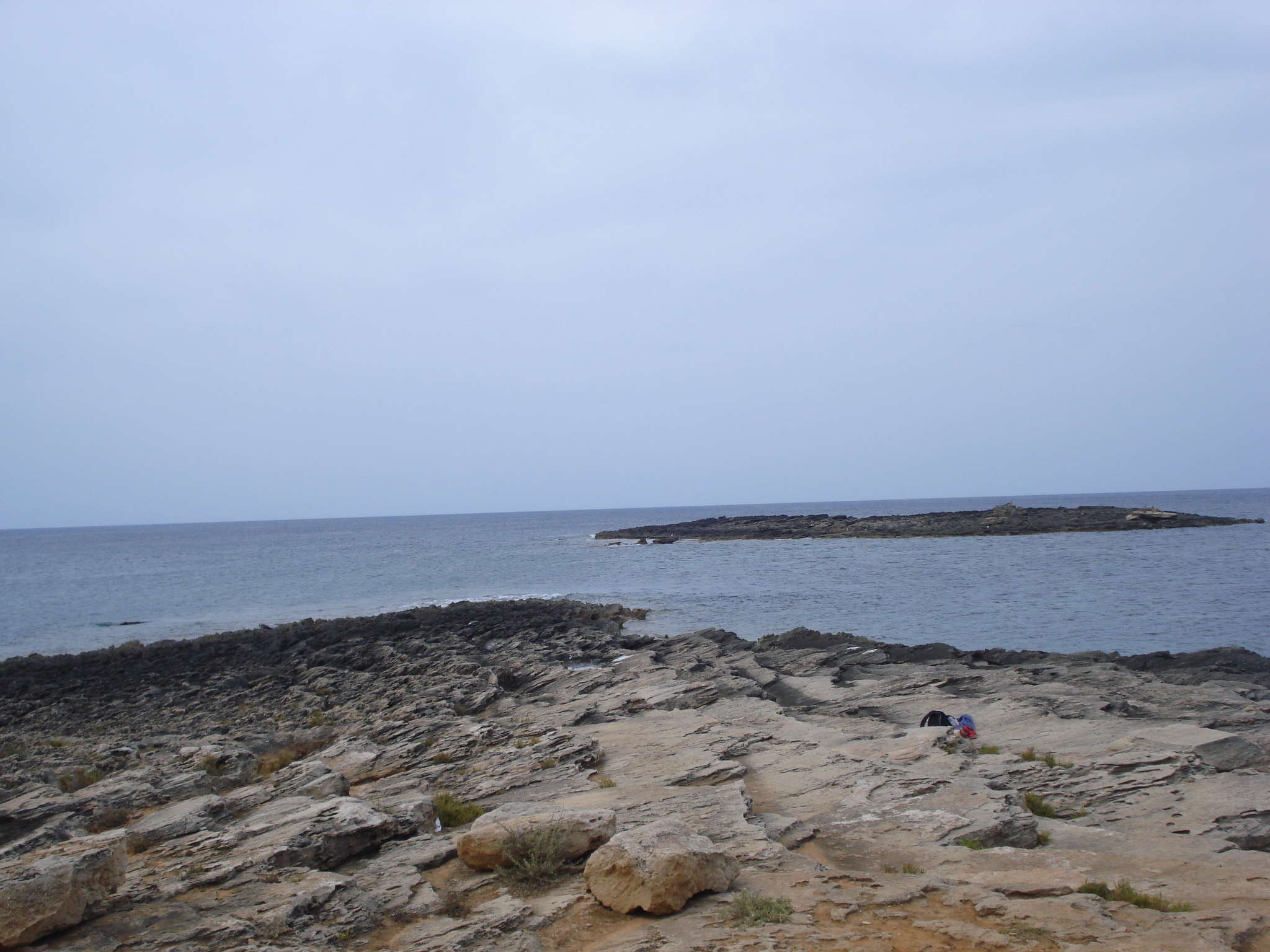
Islote de Na Cabot desde la punta de la Pedreta, en la Colonia de San Jorge.

Na Cabot es un islote español del litoral de Mallorca que pertenece al término municipal de Las Salinas, en las Islas Baleares.
Está a 90 metros de la costa, ante la Punta del Tort, en la Colonia de San Jorge. Es un islote de rocas puntiagudas bajas, y durante los temporales es sumergido bajo el mar.
No hay fauna ni flora terrestre, debido a la gran influencia salina del mar.
- Datos: Q18005106